# Jerry Bruckheimer
Jerry Bruckheimer, właśc. Jerome Leon Bruckheimer (ur. 21 września 1943 w Detroit) – amerykański producent filmowy i telewizyjny. Wyprodukował ponad 30 filmów i jest uważany za jednego z najlepszych producentów w historii. Wyprodukował między innymi takie filmy jak seria Piraci z Karaibów, Gliniarz z Beverly Hills, Top Gun, Twierdza, Con Air – lot skazańców, Karmazynowy przypływ, Armageddon, Wróg publiczny, 60 sekund, Helikopter w ogniu, Pearl Harbor czy Skarb narodów.
Jako jeden z najlepszych producentów otrzymał przydomek Mr. Blockbuster, ponieważ wiele jego filmów osiągało znakomite wyniki. W sumie jego filmy zarobiły 13 miliardów dolarów. Sama seria Piratów z Karaibów przyniosła dochód 2,79 miliarda dolarów.
Jego projekty otrzymały 35 nominacji i 5 Oscarów, 8 nominacji i 5 nagród Grammy, 23 nominacje i 4 Złote Globy, 30 nominacji i 6 nagród Emmy, 8 nominacji i 4 nagrody People’s Choice i wiele nagród MTV Movie Awards, włącznie z nagrodą za Najlepszy Film Dekady.

## Życiorys

### Wczesne lata
Urodził się w Detroit w stanie Michigan jako syn niemieckich żydowskich imigrantów z Ahorn, Anny (Alexander) i Ludwiga Bruckheimera. W 1961 ukończył Mumford High School w Detroit. W wieku 17 lat przeniósł się do Arizony. Był aktywnym członkiem klubu zbierania znaczków. W 1965 uzyskał dyplom na wydziale psychologii na Uniwersytecie Arizony. Był członkiem bractwa Zeta Beta Tau. W młodym wieku, jako pasjonat filmu, zainteresował się fotografią i robił zdjęcia, kiedy miał taką okazję. Po ukończeniu studiów pracował w reklamie w Detroit (producent kreatywny) i Nowym Jorku. W agencji w Detroit pracował nad jednominutowym spotem reklamowym nowego Pontiac GTO.
Na początku kariery produkował reklamy, w tym jedną dla Pepsi.

### Kariera

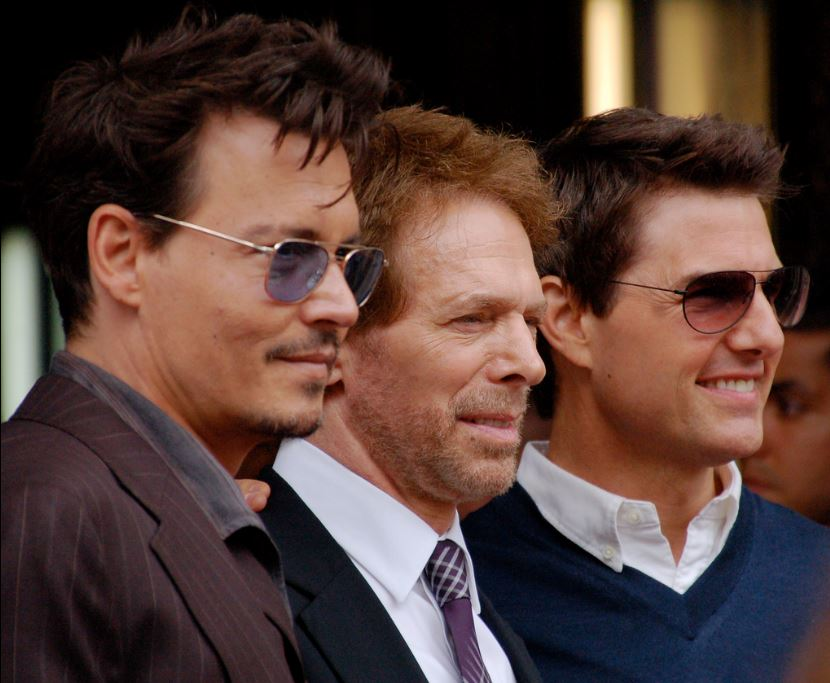
Johnny Depp, Jerry Bruckheimer i Tom Cruise (2013)

Po odejściu z pracy w reklamie  w latach 70. XX wieku zaczął produkować filmy w reżyserii Dicka Richardsa takie jak western The Culpepper Cattle Co. (1972) z udziałem Billy’ego Greena Busha, dreszczowec Żegnaj, laleczko (1975) z Robertem Mitchumem oraz przygodowy dramat wojenny Maszeruj albo giń (March or Die, 1977), w którym wystąpili: Gene Hackman, Terence Hill, Catherine Deneuve, Max von Sydow i Ian Holm. Następnie był producentem dwóch filmów Paula Schradera – Amerykański żigolak (American Gigolo, 1980) i Ludzie-koty (Cat People, 1982), co zwróciło na niego uwagę w Hollywood.
W 1973 na pokazie filmu Nierówna walka (The Harder They Come, 1972) z Jimmym Cliffem poznał Dona Simpsona, z którym w latach 80. XX wieku założył wytwórnię filmową Don Simpson/Jerry Bruckheimer Films i podjął współpracę z wytwórnią Paramount Pictures. To właśnie w duecie z Simpsonem wyprodukował swój pierwszy wielki hit Flashdance (1983), który zarobił w USA 95 milionów dolarów. Niedługo później powstały kolejne hity Gliniarz z Beverly Hills (1984), Top Gun (1986) i Szybki jak błyskawica (1990).

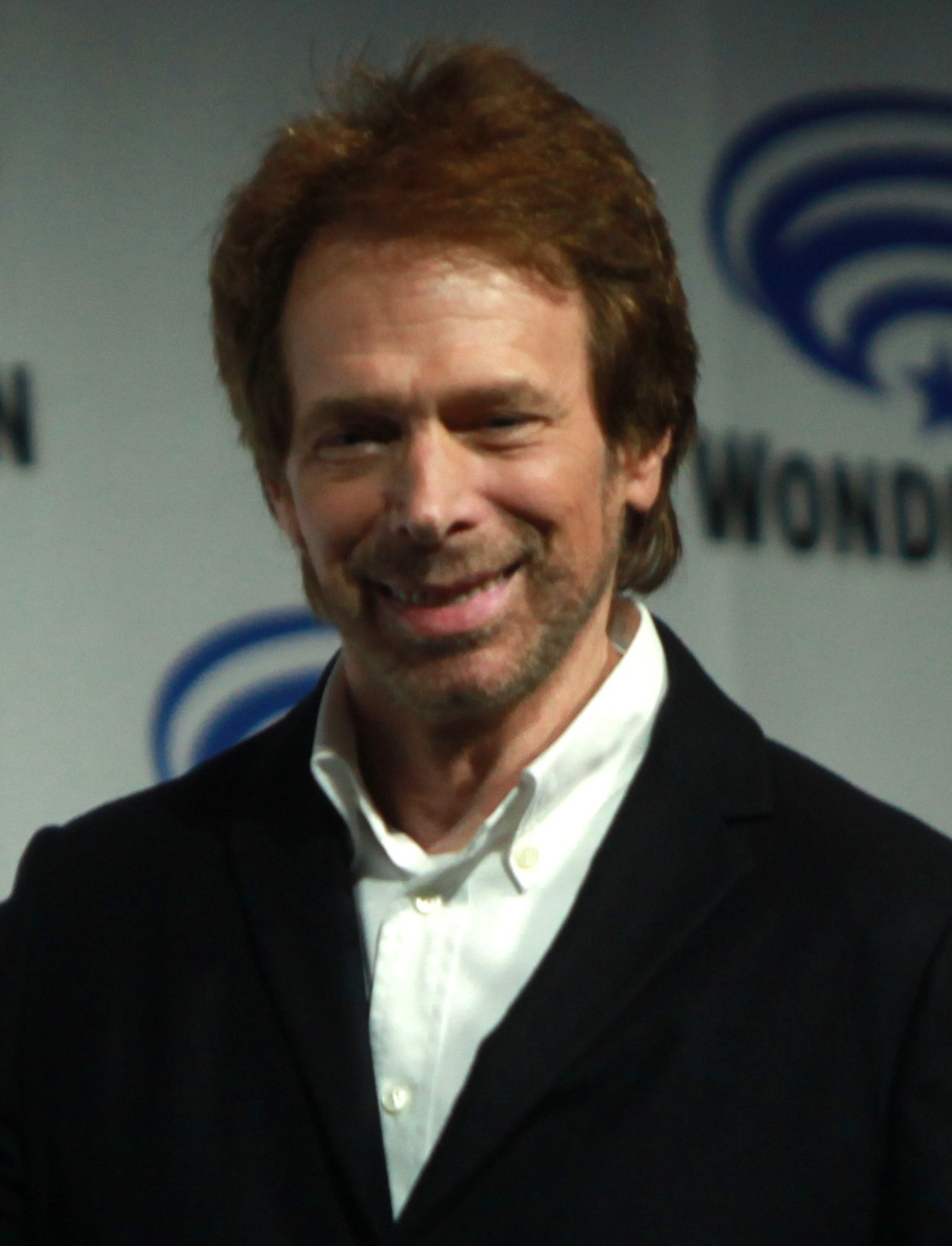
Jerry Bruckheimer na WonderConie (2014)

W 1990 założył swoją drugą wytwórnię, Jerry Bruckheimer Films. Pomimo przedwczesnej śmierci Simpsona w 1996, Bruckheimer kontynuował pracę nad hollywoodzkimi produkcjami: Armageddonem (1998), Tytani (2000), Helikopter w ogniu (2001) i seria Piraci z Karaibów (2003).
Od 1997 zajął się też pracą dla telewizji tworząc między innymi CSI: Kryminalne zagadki Las Vegas. Wyprodukował też popularny show The Amazing Race. Obecnie nadawanych jest 7 programów wyprodukowanych przez niego: CSI: Kryminalne zagadki Las Vegas, CSI: Miami, CSI: Kryminalne zagadki Nowego Jorku (CSI: NY), Bez śladu, The Amazing Race, Dowody zbrodni i Jedenasta godzina. Wszystkie seriale były produkowany przez oddział telewizyjny, Jerry Bruckheimer Television.

## Życie prywatne
Był dwukrotnie żonaty. Jego pierwszą żoną była Bonnie Bruckheimer. Obecnie mieszka w Los Angeles z drugą żoną Lindą Bruckheimer. Ma pasierbicę imieniem Alexandra.